# Syndrom weimarski
Syndrom Weimarski – pojęcie używane do określenia paraliżu i samodestrukcji systemu demokracji parlamentarnej. Cechują go m.in.:
- rozbicie i niezdolność partii demokratycznych do rozwiązywania narastających problemów społecznych i gospodarczych,
- wzrost znaczenia partii odrzucających ustrój demokratyczny,
- niezdolność aparatu państwowego do przeciwstawienia się brutalizacji życia politycznego i łamaniu prawa.

Występowanie syndromu weimarskiego często zwiastuje upadek demokracji i ustanowienie reżimu autorytarnego lub totalitarnego.
Nazwa pochodzi od niemieckiej Republiki Weimarskiej (1918–1933), której końcowy okres istnienia stanowi klasyczny przykład rozkładu systemu pluralistycznego. Narastający kryzys gospodarczy, słabość i bezsilność partii demokratycznych oraz rosnące znaczenie partii totalitarnych (komunistów i narodowych socjalistów) doprowadziły w roku 1933 do „zagarnięcia władzy” przez Adolfa Hitlera.